# 3673 Levy
3673 Levy (mednarodno ime je 3673 Levy) je  asteroid v glavnem asteroidnem pasu.

## Odkritje
Asteroid je 22. avgusta 1985 odkril Edward L. G. Bowell  (rojen 1943). Poimenovan je po kanadskem astronomu Davidu Levyju (rojen 1948).

## Lastnosti
Asteroid Levy obkroži Sonce v 3,59 letih. Njegova tirnica ima izsrednost 0,185, nagnjena pa je za 7,090° proti ekliptiki. 
V letu 2007 so odkrili, da je asteroid Levy dvojni asteroid, ki ima satelit z maso okoli 28% centralnega asteroida. Obhodna doba satelita je 21,6 ur .